# Fábio Oliveira Valente
Fábio Oliveira Valente, hay Fábio Zola (sinh ngày 10 tháng 2 năm 1992) là một cầu thủ bóng đá người Bồ Đào Nha thi đấu cho Bragança ở vị trí tiền đạo.

## Sự nghiệp bóng đá
Ngày 4 tháng 8 năm 2013, Fábio Zola có màn ra mắt cho Leixões trong trận đấu tại Cúp Liên đoàn bóng đá Bồ Đào Nha 2013–14 trước Atlético.